# Didascalie (Aristotele)
Le Didascalie (in greco antico: Διδασκαλίαι?) erano una raccolta di dati teatrali di Aristotele. 

## Struttura
Che Aristotele abbia scritto un'opera intitolata Διδασκαλίαι è attestato non solo dall'elenco delle opere del filosofo riportato da Diogene Laerzio e dall'elenco riportato nella Vita Aristotelis dello pseudo-Esichio, ma anche da cinque menzioni in fonti scoliastiche e lessicografiche. Diogene Laerzio, comunque, ha Διδασκαλίαι come titolo, mentre la Vita Aristotelis ha Περὶ διδασκαλιῶν.
È molto probabile che le Διδασκαλίαι contenessero l'elenco dei concorrenti delle Grandi Dionisie e delle Lenee tenutesi ad Atene. È certo che elencassero tragedie e commedie perché sono esplicitamente menzionate nei frammenti. È probabile, inoltre, che quest'opera elencasse anche i poeti ditirambici, anche se i due frammenti che menzionano i poeti ditirambici non si concentrano sulla loro produzione ditirambica, ma li definiscono solo genericamente come poeti. I concorrenti erano quasi certamente elencati in ordine cronologico. 
Purtroppo il numero limitato di frammenti non consente di stabilire se siano stati compilati elenchi cronologici separati per festival diversi (Grandi Dionisie e Lenee) e generi diversi (tragedia e commedia), o se tutte le opere rappresentate nello stesso anno siano state elencate insieme. 
Infine, per quanto riguarda la paternità, le fonti sono concordi nell'attribuire l'opera allo stesso Aristotele. Tuttavia un'opera simile alle Διδασκαλίαι nella loro concezione, i Πυθιονῖκαι, sembra essere stata composta da Aristotele insieme a Callistene. Si può quindi sospettare che, per compilare le Διδασκαλίαι, Aristotele si sia fatto aiutare anche dai suoi allievi, soprattutto nella ricerca di dati nell'archivio di Atene, di cui quasi certamente si è avvalso.